# Fosznia (obwód smoleński)
Fosznia (ros. Фошня) – wieś (ros. деревня, trb. dieriewnia) w zachodniej Rosji, w osiedlu wiejskim Titowszczinskoje rejonu diemidowskiego w obwodzie smoleńskim.

## Geografia
Miejscowość położona jest nad rzekami Borożanka i Foszenka, 4 km od drogi regionalnej 66K-11 (R120 / Olsza – Diemidow – Wieliż – granica z obwodem pskowskim), 17 km od centrum administracyjnego osiedla wiejskiego (Titowszczina), 16 km od centrum administracyjnego rejonu (Diemidow), 79,5 km od stolicy obwodu (Smoleńsk), 25,5 km od granicy z Białorusią.
W granicach miejscowości znajduje się ulica Zariecznaja (1 posesja).

## Demografia
W 2010 r. miejscowość zamieszkiwały 3 osoby.

## Historia
W czasie II wojny światowej od lipca 1941 roku dieriewnia była okupowana przez hitlerowców. Wyzwolenie nastąpiło we wrześniu 1943 roku.
Na mocy uchwały z dnia 28 maja 2015 roku wszystkie miejscowości (w tym Fosznia) zlikwidowanej jednostki administracyjnej Zakrutskoje weszły w skład osiedla wiejskiego Titowszczinskoje.